# Het Flevo-landschap
Stichting Het Flevo-landschap is opgericht in 1986 en is een van de twaalf Provinciale Landschappen. Het Flevo-landschap beheert, behoudt, ontwikkelt en ontsluit natuur, landschap en cultuurhistorie in Flevoland.
Het kantoor van de stichting staat in Natuurpark Lelystad. Het Flevo-landschap heeft drie bezoekerscentra; bij Natura 2000-gebied de Lepelaarplassen (onderdeel van Nationaal Park Nieuw Land), op UNESCO Werelderfgoed Schokland en in Natuurpark Lelystad. Het Flevo-landschap is aangesloten bij de overkoepelende stichting LandschappenNL.

## Natuurgebieden in beheer
- Aardzee
- Burchtkamp
- Casteleynsplas
- De Grote Trap
- Flevohout
- Gorzenveld
- Greppelveld
- Gruttoveld
- Heggenlandschap
- Kamperhoek
- Knarbos
- Larserbos
- Larservaartbos
- Lepelaarplassen
- Natuurpark Lelystad
- Observatorium
- Ooievaarplas
- Pampushout
- Priembos
- Reigerplas
- Rotterdamse Hoek
- Schokland
- Stichtse Putten
- 't Zand A72
- Tollebekerbos
- Toppad Urk
- Urkerbos en Urkerveld
- Vaartsluisbos
- Wildwallen
- Wilgenbos
- Wilgeneiland
- Wilgenreservaat
- Winkelse Zand

## Cultuurgebieden in beheer
- UNESCO Werelderfgoed Schokland

## Landschapskunstwerken
- Meetstoel op Biddingringweg bij Biddinghuizen.
- Observatorium Robert Morris bij Lelystad.
- Aardzee van Piet Slegers bij Zeewolde[2].
- Het Monument Noordoostpolder (Ketelhuisje) van Frank Bolink en Gerard Koopman langs de A6, net voorbij de Ketelbrug in de Noordoostpolder.
- Cityscape follows Manscape van Lieke Frielink bij de Pampushout in Almere.
- Polderland Garden of Love And Fire van Daniel Libeskind bij de Pampushout in Almere.

## Fotogalerij

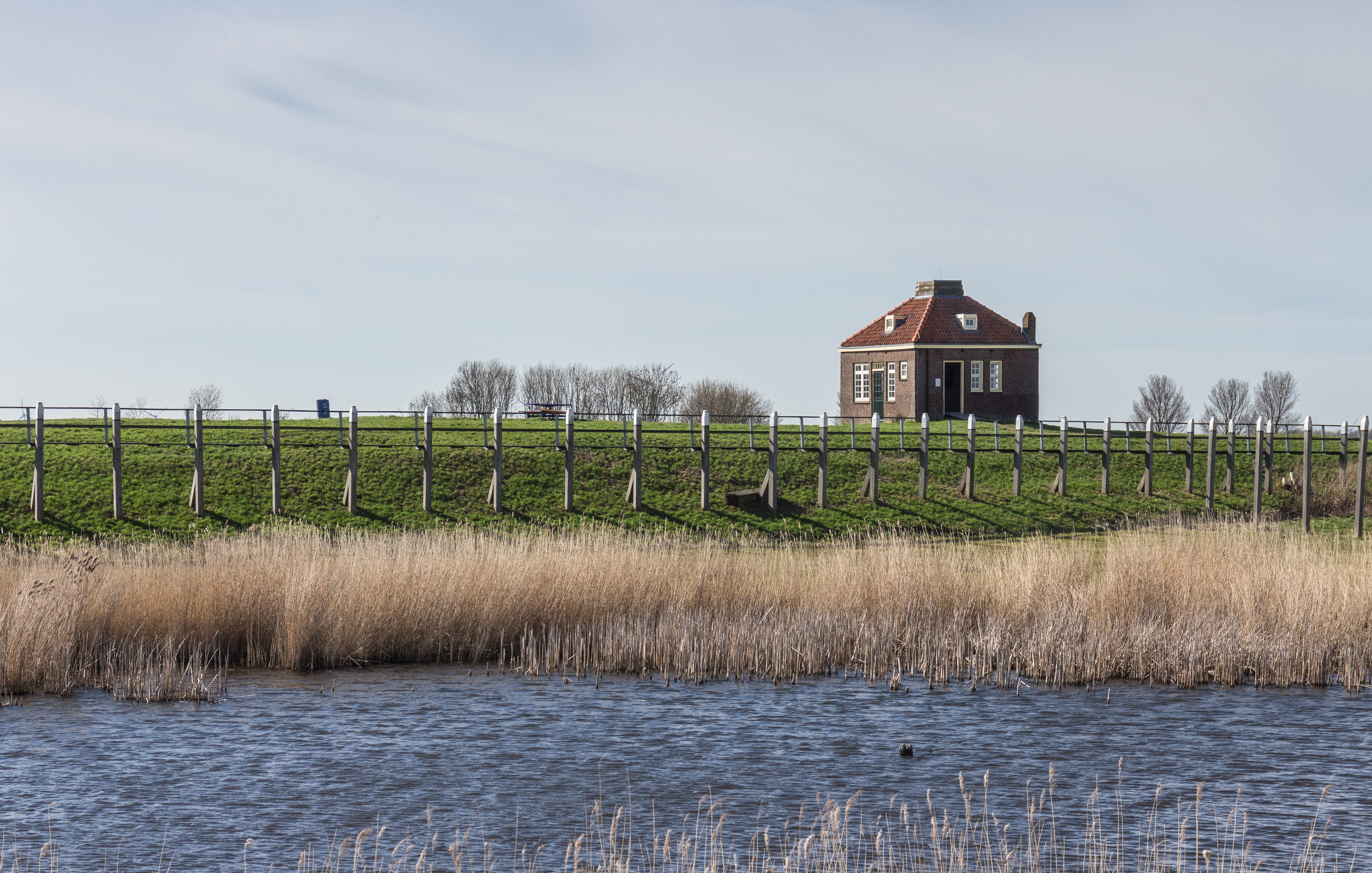
UNESCO Werelderfgoed Schokland
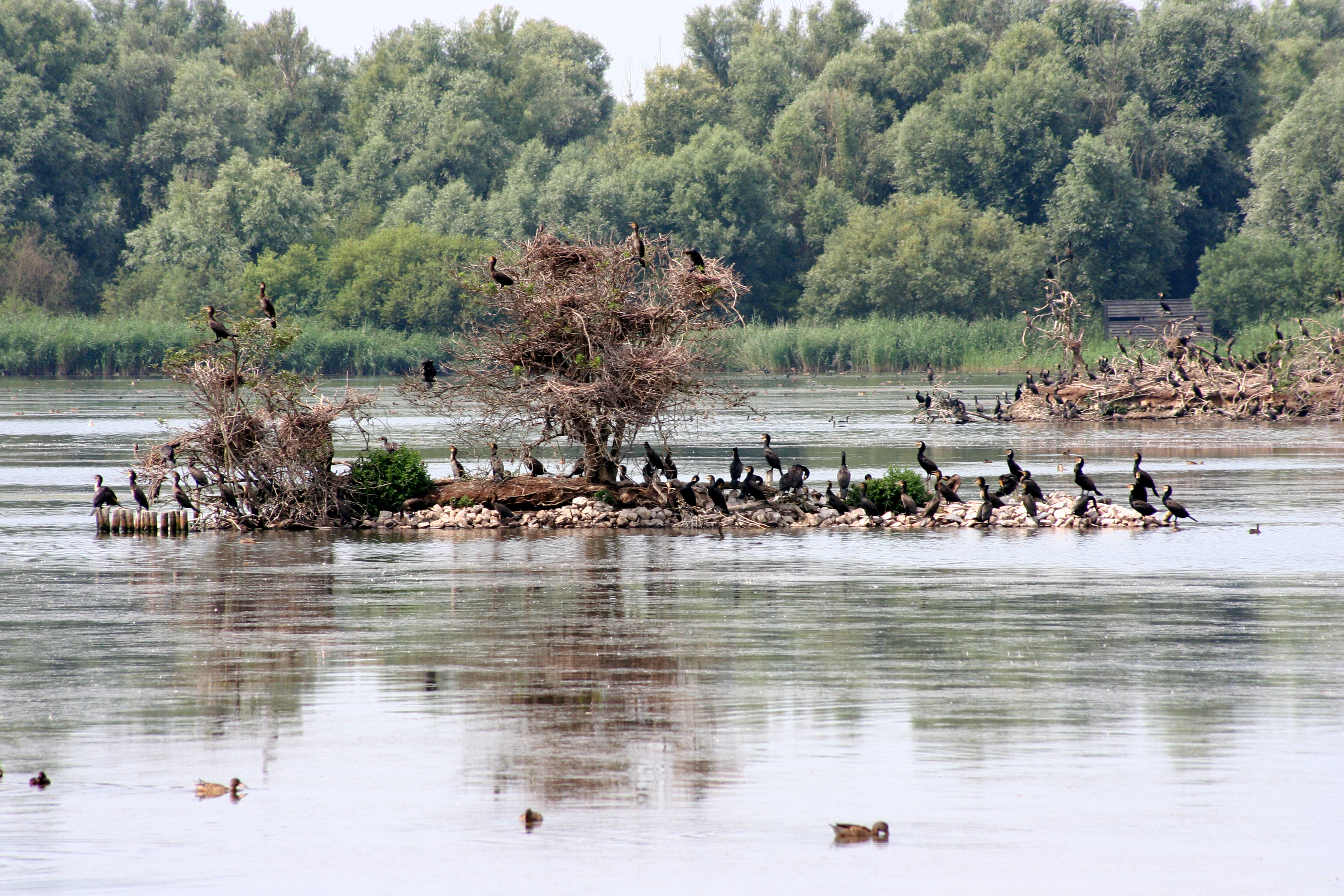
Natura2000-gebied de Lepelaarplassen, onderdeel van Nationaal Park Nieuw Land
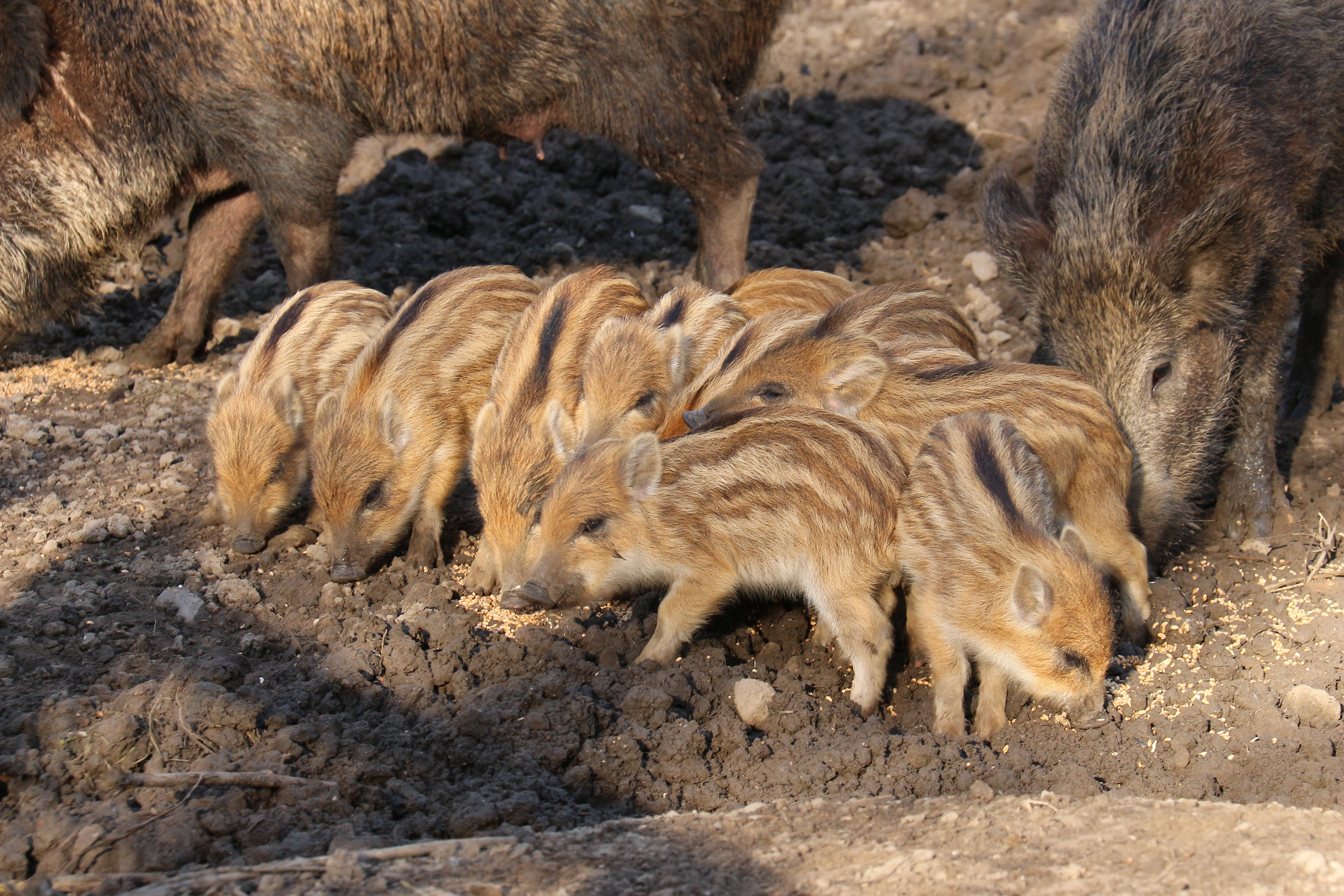
Frislingen in Natuurpark Lelystad
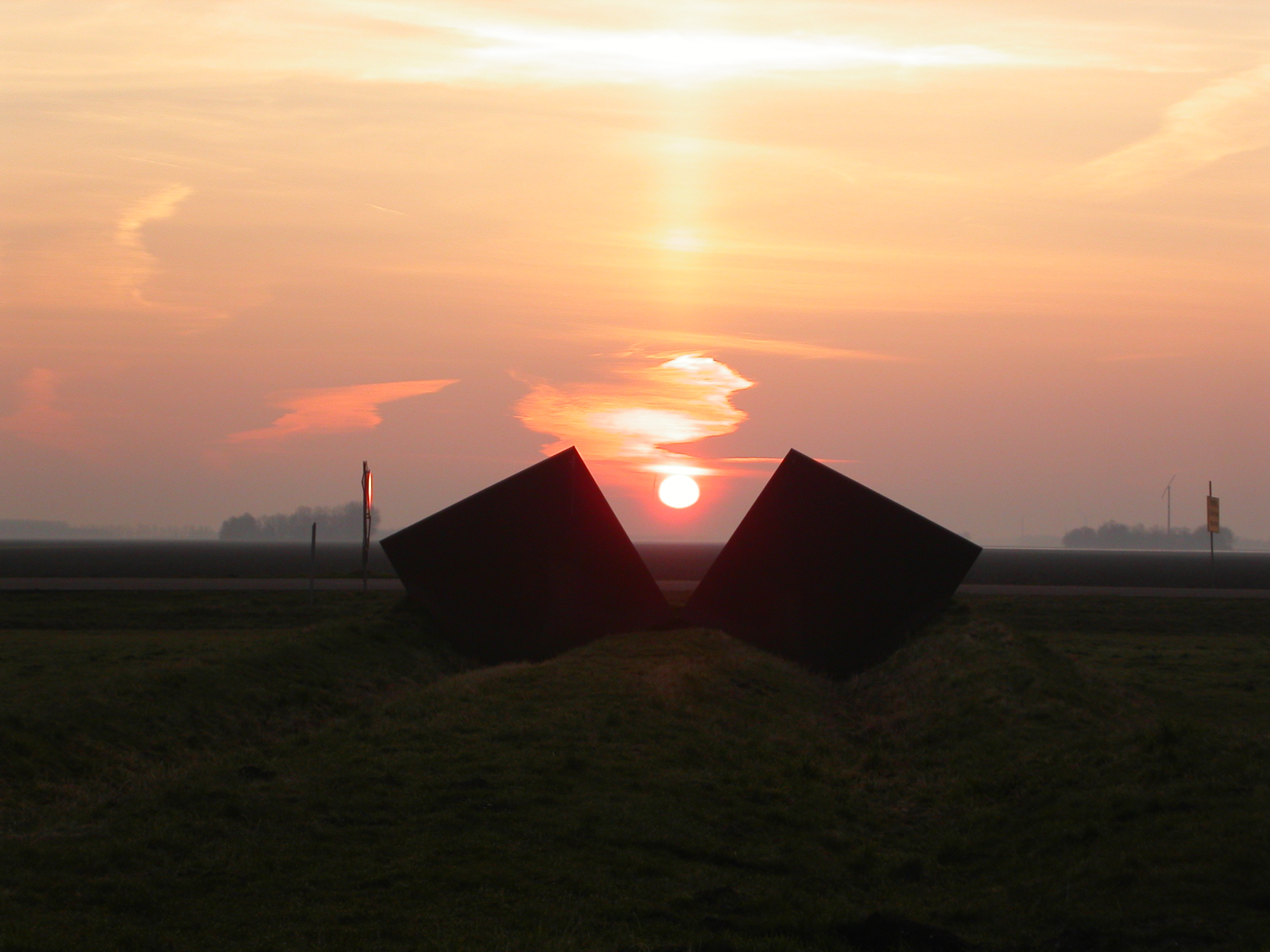
Landschapskunstwerk Observatorium
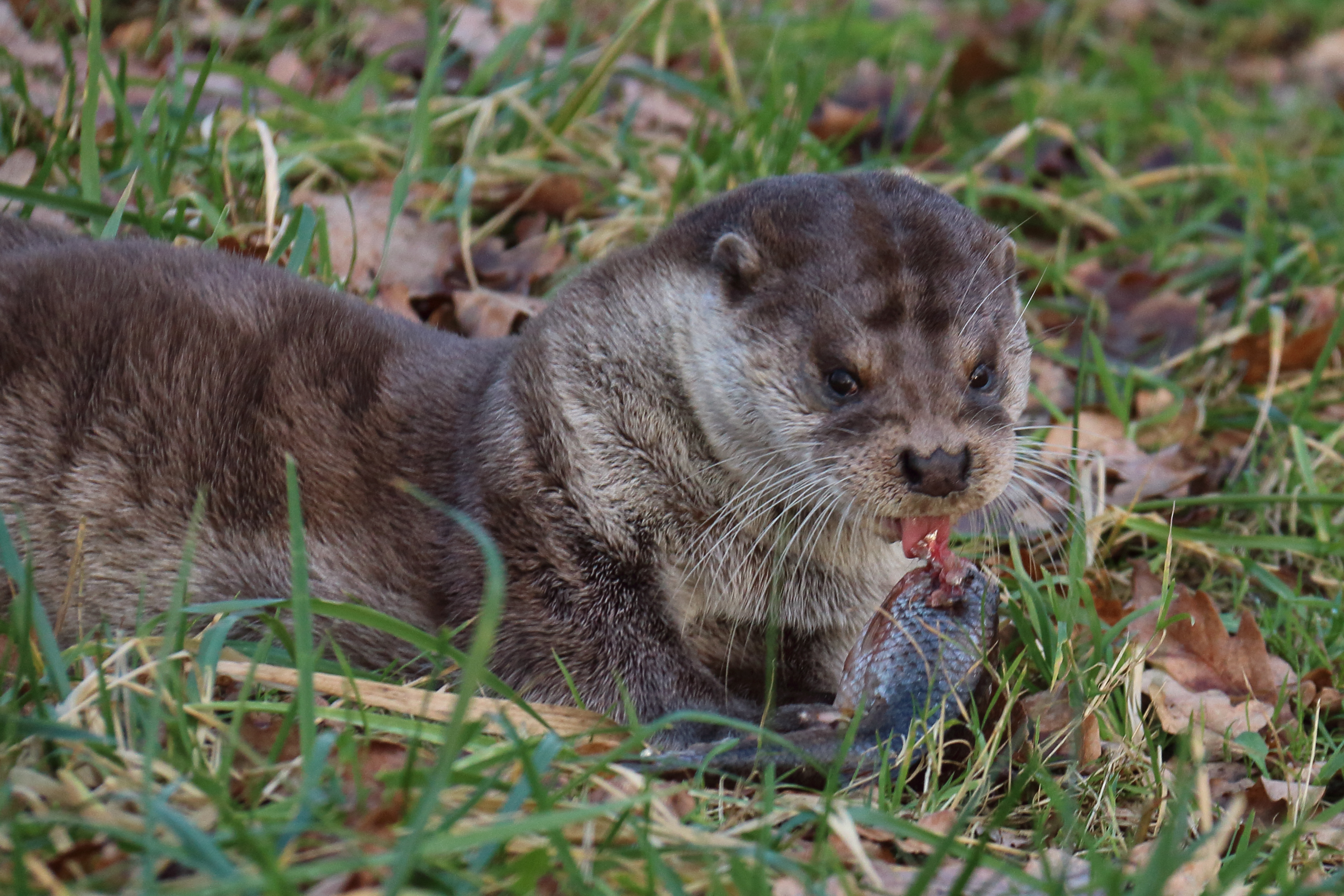
Europese otter in Natuurpark Lelystad
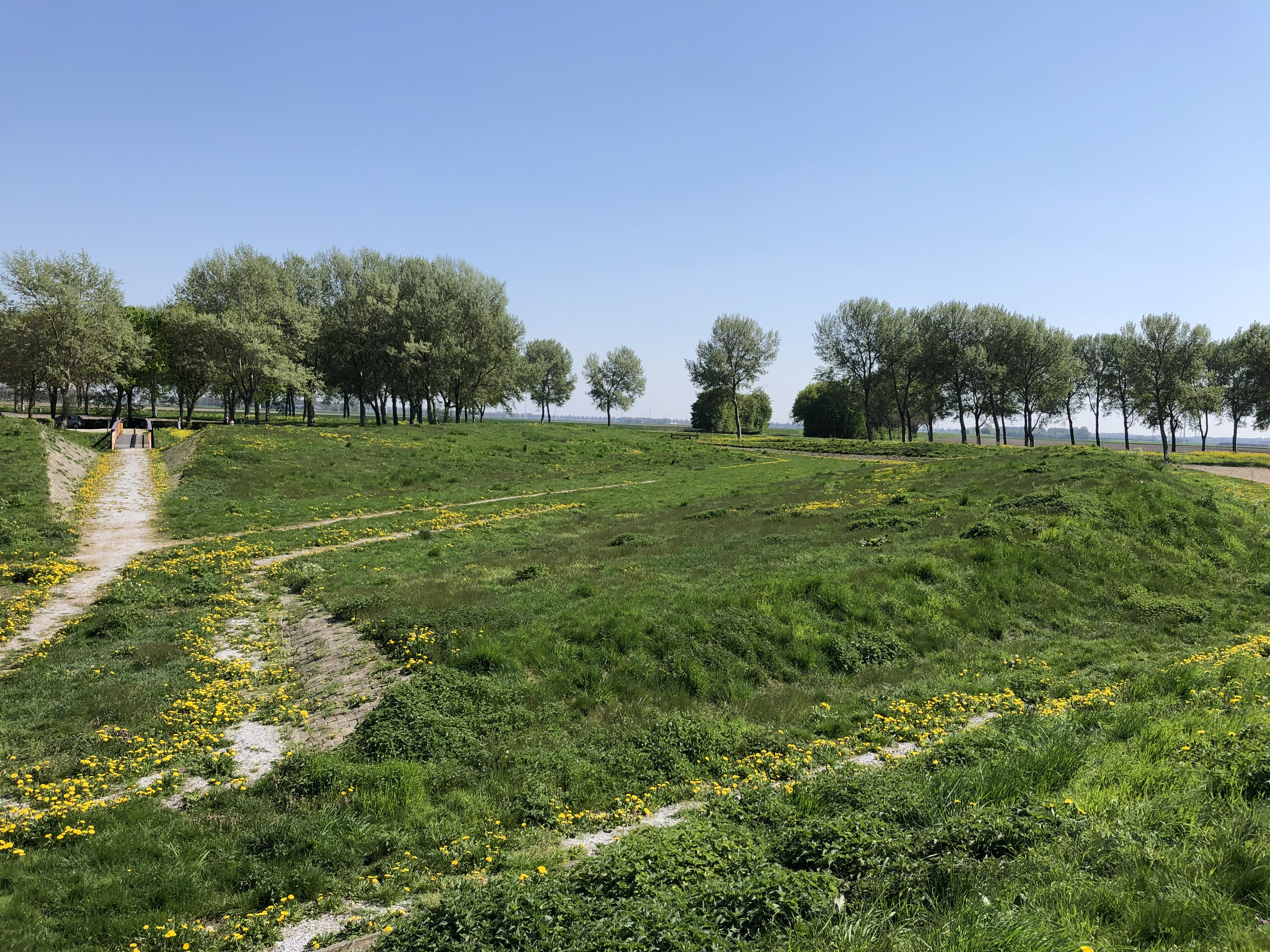
Landschapskunstwerk Aardzee
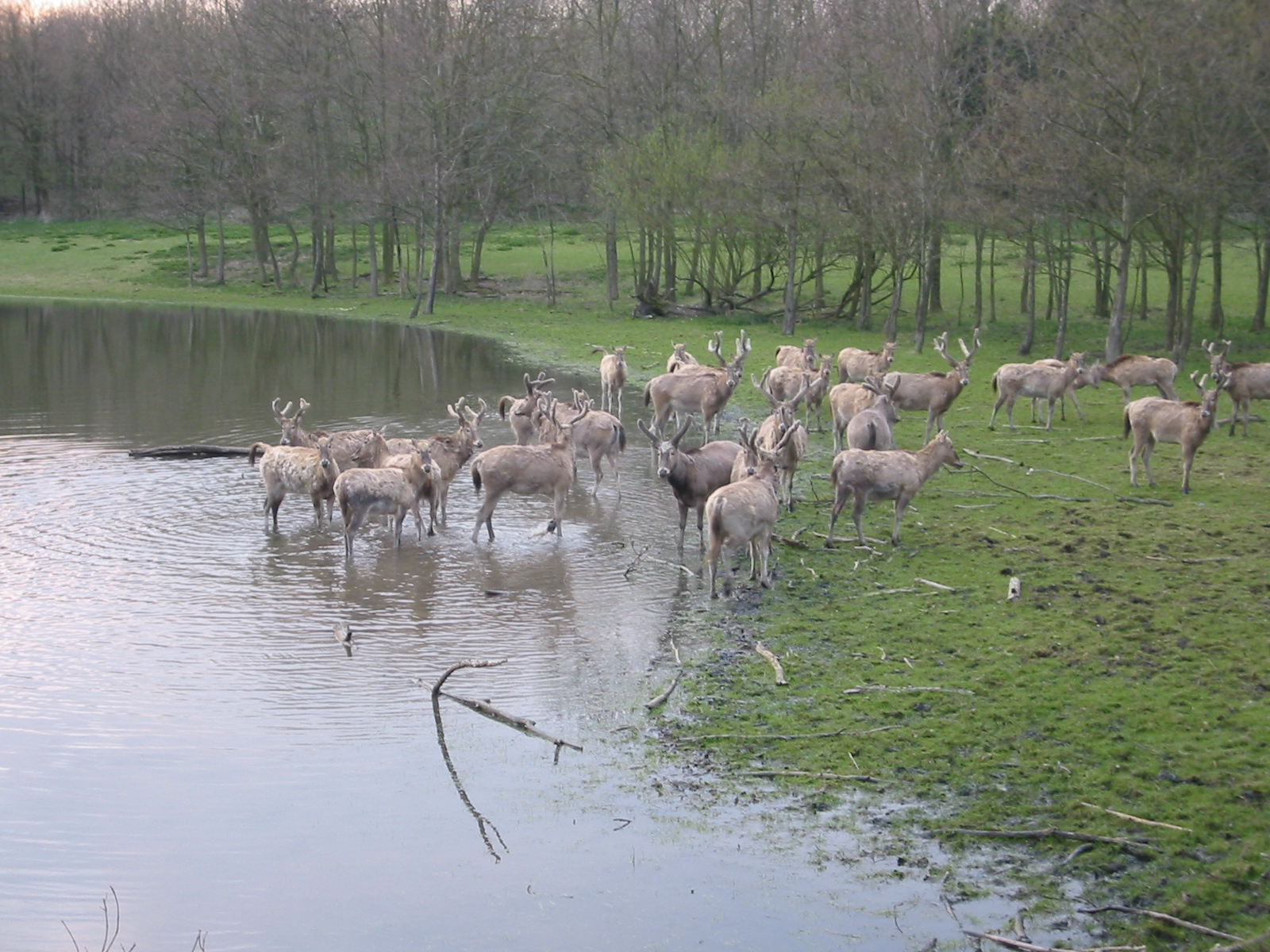
Pater Davidsherten in Natuurpark Lelystad
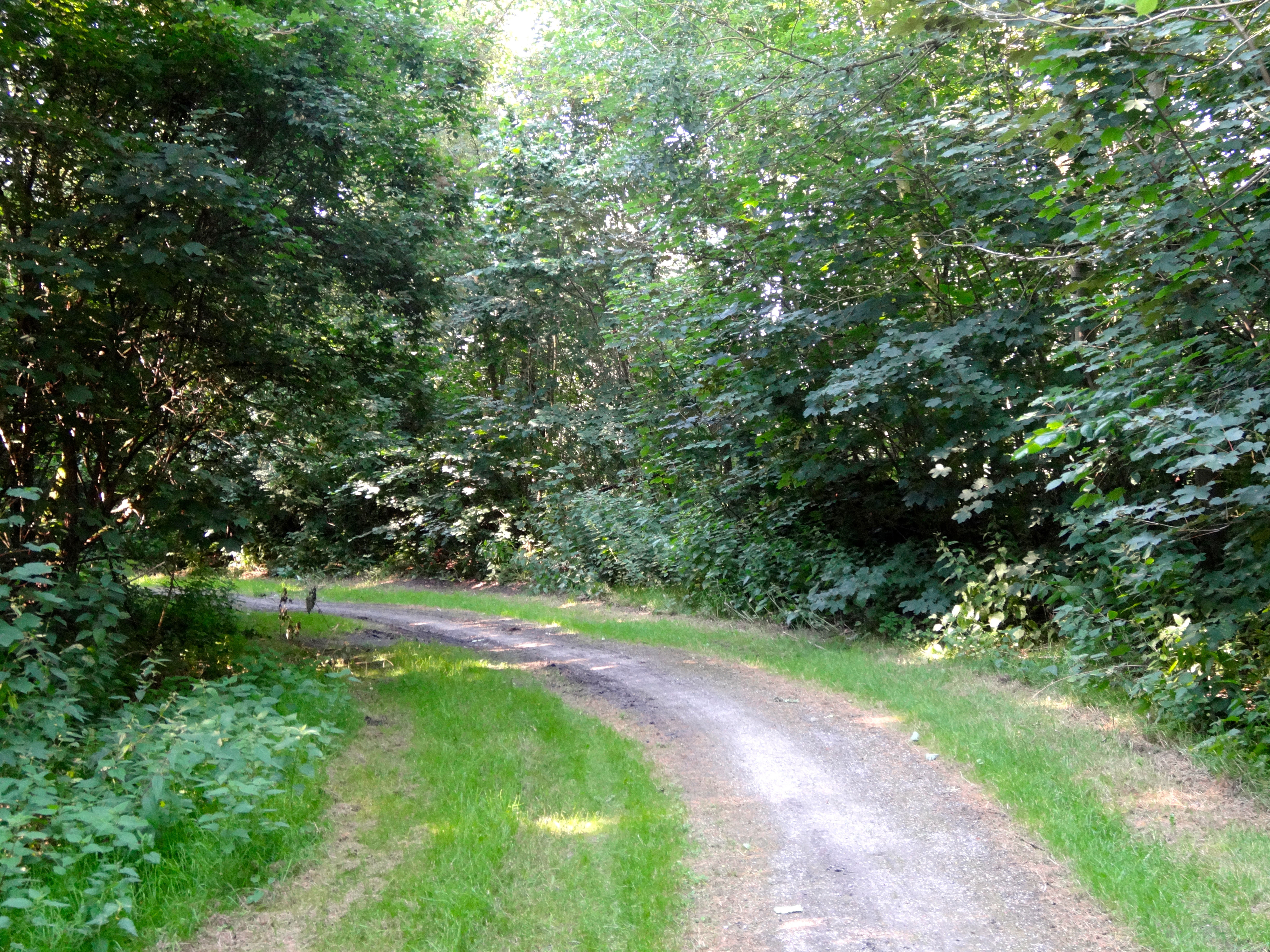
Natuurgebied Knarbos
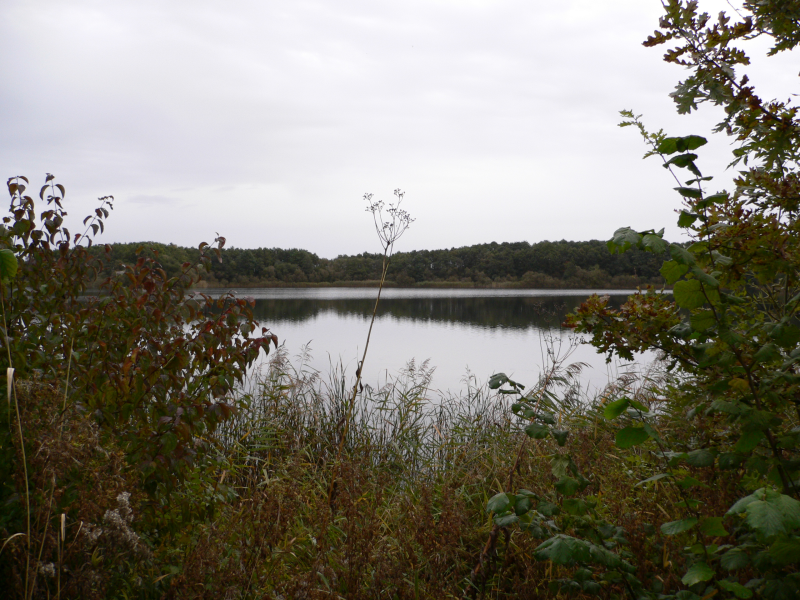
Natuurgebied Casteleynsplas
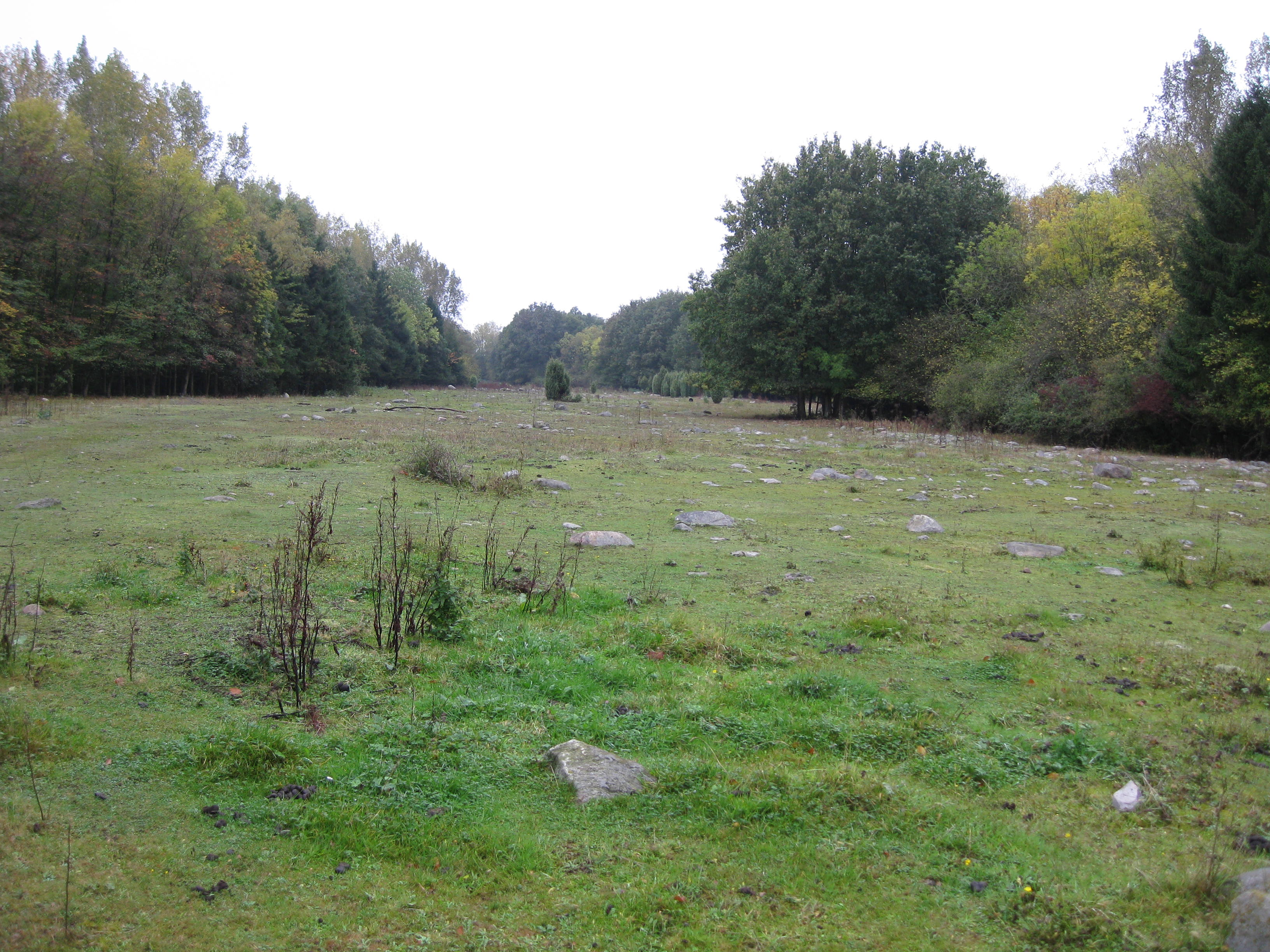
Geologisch reservaat P van der Lijn